# Szczegolok
Szczegolok (ros. Щеголёк) – wieś (ros. село, trb. sieło) w zachodniej Rosji, centrum administracyjne sielsowietu szczegolańskiego rejonu biełowskiego w obwodzie kurskim.

## Geografia
Wieś położona jest 16 km od centrum administracyjnego rejonu (Biełaja) i 73 km od Kurska, w pobliżu rzeki Bielica.
Ulice wsi to (stan na rok 2020):  Anochinka, Waninka, Widniezka, Gostiewka, Kukariekowka, Mandrowka, Mitinka, Młodiożnaja, Prochorcowka, Tołubiejewka.

## Demografia
W 2010 r. miejscowość zamieszkiwały 303 osoby.

## Zabytki
- Cerkiew Michała Archanioła (1783)[2]